# Liste der Internationalen Meister (Verleihung 1972)

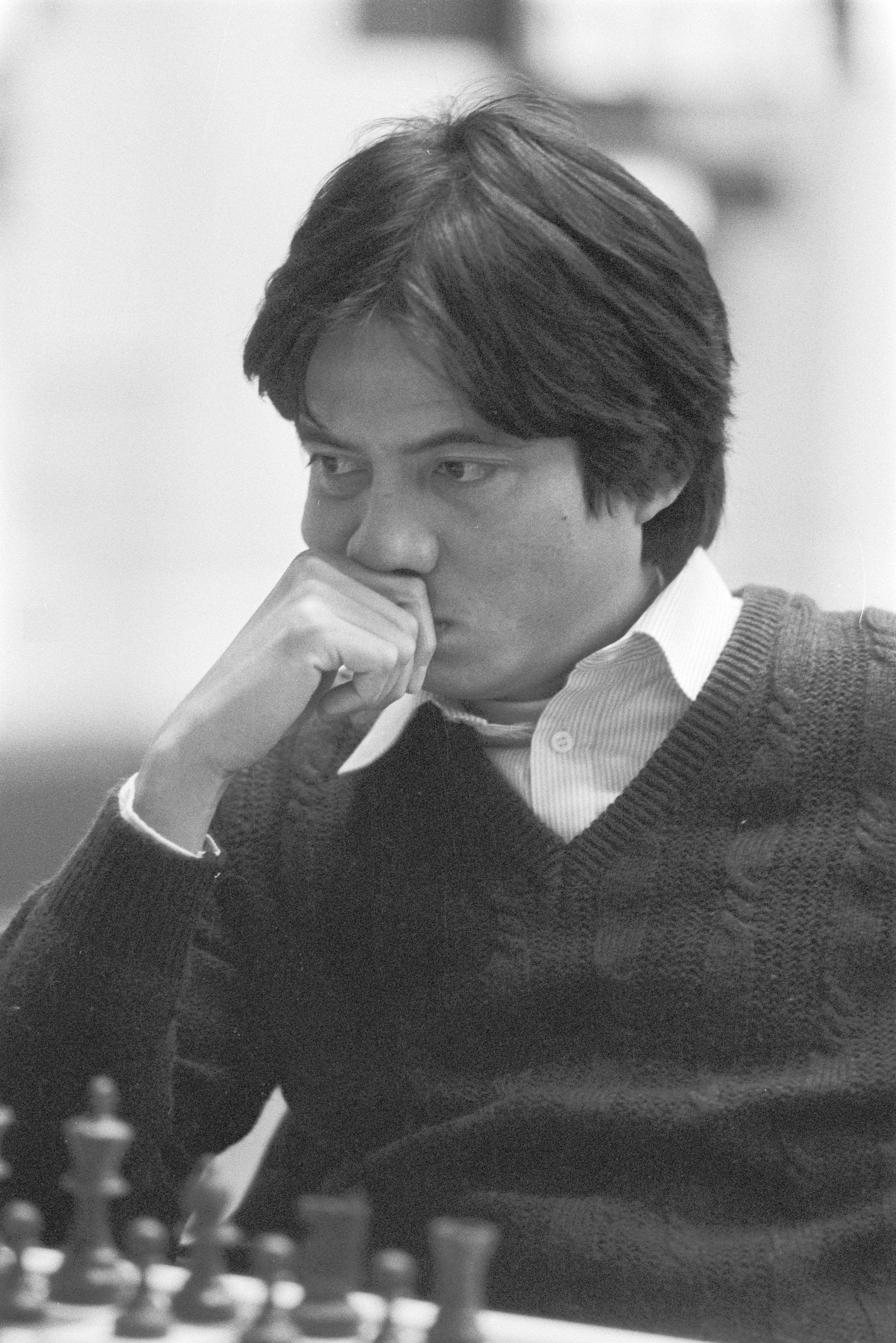
Eugenio Torre wurde 1974 der erste asiatische Großmeister und ist Rekordteilnehmer an Schacholympiaden.

Die Liste der Internationalen Meister des Jahres 1972 führt alle Schachspieler auf, die im Jahr 1972 vom Weltschachbund FIDE den Titel Internationaler Meister erhalten haben.
Im November 2024 sind noch zehn der damals 22 geehrten Spieler am Leben. Neun der 22 Spieler erreichten später den Großmeistertitel.

## Legende
Die Tabelle enthält folgende Angaben:
- Name: Nennt den Namen des Spielers.
- Land: Nennt das Land, für das der Spieler 1972 spielberechtigt war.
- Lebensdaten: Nennt das Geburtsjahr und gegebenenfalls das Sterbejahr des Spielers.
- GM: Gibt für Spieler, die später zum Großmeister ernannt wurden, das Jahr der Verleihung an.
- weitere Verbände: Gibt für Spieler, die früher oder später für mindestens einen anderen Verband spielberechtigt waren, diese Verbände mit den Zeiträumen der Spielberechtigung (sofern bekannt) an. Verbandswechsel aufgrund der deutschen Wiedervereinigung werden nicht aufgeführt, sonstige Wechsel zu einem Nachfolgestaat sind berücksichtigt, sofern der Spieler zu diesem Zeitpunkt noch schachlich aktiv war.

## Liste
| Name                           | Land                            | Lebensdaten | GM   | weitere Verbände                                      |
| ------------------------------ | ------------------------------- | ----------- | ---- | ----------------------------------------------------- |
| Peter Biyiasas                 | Kanada                          | 1950        | 1978 | Vereinigte Staaten (seit 1980)                        |
| Hélder Câmara                  | Brasilien                       | 1937–2016   |      |                                                       |
| Lawrence Day                   | Kanada                          | 1949        |      |                                                       |
| Lutz Espig                     | Deutsche Demokratische Republik | 1949        | 1983 |                                                       |
| Guillermo Estévez Morales      | Kuba                            | 1947        |      |                                                       |
| Dumitru Ghizdavu               | Rumänien                        | 1949        |      | Vereinigte Staaten (seit 1975)                        |
| Romuald Grąbczewski            | Polen                           | 1932–2005   |      |                                                       |
| José Antonio Gutiérrez Herrera | Kolumbien                       | 1943        |      |                                                       |
| Raymond Keene                  | England                         | 1948        | 1976 |                                                       |
| Nino Kirow                     | Bulgarien                       | 1945–2008   | 1975 |                                                       |
| George Kuprejanov              | Kanada                          | 1938–1991   |      | Jugoslawien                                           |
| Hrvoje Messing                 | Jugoslawien                     | 1940–2012   |      | Kroatien (ab 1992)                                    |
| Mychajlo Pidhajez              | Sowjetunion                     | 1947–2009   |      | Ukraine (ab 1992)                                     |
| Josef Přibyl                   | Tschechoslowakei                | 1947        |      | Tschechien (ab 1993)                                  |
| Jesús Rodríguez Gonzáles       | Kuba                            | 1939–1995   |      |                                                       |
| Orestes Rodríguez Vargas       | Peru                            | 1943–2024   | 1978 | Spanien (ab 1992)                                     |
| Josip Rukavina                 | Jugoslawien                     | 1942        |      | Kroatien (seit 1992)                                  |
| Gyula Sax                      | Ungarn                          | 1951–2014   | 1974 |                                                       |
| Jovan Sofrevski                | Jugoslawien                     | 1935–2005   |      | Mazedonien (ab 1994)                                  |
| Ljuben Spassow                 | Bulgarien                       | 1943–2023   | 1976 |                                                       |
| Eugenio Torre                  | Philippinen                     | 1951        | 1974 |                                                       |
| Dragoljub Velimirović          | Jugoslawien                     | 1942–2014   | 1973 | Serbien und Montenegro (2003–2006), Serbien (ab 2006) |